# Produits agroalimentaires traditionnels de Sardaigne
Les Produits agroalimentaires traditionnels de Sardaigne, reconnus par le ministère des Politiques agricoles, alimentaires et forestières (MIPAAF) sur proposition du gouvernement de la région de Sardaigne, sont présentés dans la liste qui suit. La dernière mise à jour est du 7 juin 2012, date de la dernière révision des PAT (produits agroalimentaires traditionnels).

## Liste des produits
| N°  | Dénomination | Secteur                                                                                               |
| --- | --- | --- |
| 1   | acquavite, fil'e ferru, abba ardente, abbardente | Boissons sans alcool, spiritueux et liqueurs                                                          |
| 2   | bevanda di genziana | Boissons sans alcool, spiritueux et liqueurs                                                          |
| 3   | liquore di cardo selvatico, likori de gureu | Boissons sans alcool, spiritueux et liqueurs                                                          |
| 4   | mirto di Sardegna tradizionale, mulsta, multa, murta, murtiu, murtizzu, muta                                                                                                 | Boissons sans alcool, spiritueux et liqueurs                                                          |
| 5   | sapa di fico d'india, saba 'e figu morisca | Boissons sans alcool, spiritueux et liqueurs                                                          |
| 6   | capretto da latte, crabittu | Viandes (et abats) et leurs préparations                                                              |
| 7   | carne di razza sardo-bruna, carne bovina di razza sardo- bruna, bruno-sarda                                                                                                  | Viandes (et abats) et leurs préparations                                                              |
| 8   | carne sardo-modicana | Viandes (et abats) et leurs préparations                                                              |
| 9   | cordula, corda | Viandes (et abats) et leurs préparations                                                              |
| 10  | guanciale | Viandes (et abats) et leurs préparations                                                              |
| 11  | musteba, mustela | Viandes (et abats) et leurs préparations                                                              |
| 12  | ortau | Viandes (et abats) et leurs préparations                                                              |
| 13  | porcetto o suinetto da Latte, porceddu, proceddu, porcheddu, proheddu, porcheddeddu, polcheddeddu                                                                            | Viandes (et abats) et leurs préparations                                                              |
| 14  | prosciutto di pecora | Viandes (et abats) et leurs préparations                                                              |
| 15  | prosciutto di suino - presuttu | Viandes (et abats) et leurs préparations                                                              |
| 16  | salsiccia sarda, satizza, sartizza, satizzu, sartizzu, saltizza | Viandes (et abats) et leurs préparations                                                              |
| 17  | sanguinaccio, sanguedd'e porcu, sanguinedda, sanguineddu, sambene durche, sambene salidu                                                                                     | Viandes (et abats) et leurs préparations                                                              |
| 18  | testa in cassetta | Viandes (et abats) et leurs préparations                                                              |
| 19  | coratella allo spiedo, trattalia, trattaliu, tattaliu | Viandes (et abats) et leurs préparations                                                              |
| 20  | timo cedrato, almidda, armidda | Condiments                                                                                            |
| 21  | zafferano, tsanfarànu, zanfarànu, tanforànu, tafferànu tanfarànu, tonfarànu, tafferànu, thaffarànu, thamfarànu, toffarànu                                                    | Condiments                                                                                            |
| 22  | Fiore Sardo | Fromages                                                                                              |
| 23  | Pecorino Sardo | Fromages                                                                                              |
| 24  | Pecorino romano | Fromages                                                                                              |
| 25  | axridda | Fromages                                                                                              |
| 26  | bonassai | Fromages                                                                                              |
| 27  | casizolu di pecora - pirittas | Fromages                                                                                              |
| 28  | casu axedu | Fromages                                                                                              |
| 29  | casizolu, tittighedda, figu | Fromages                                                                                              |
| 30  | casu axedu, fruhe, frughe, frua merca, fiscidu, viscidu, ischidu, bischidu, vischidàle, préta, piéta, casàdu, cagiadda, casu agèru, casu e fitta, latte cazàdu, latti callàu | Fromages                                                                                              |
| 31  | casu frazigu, casu becciu, casu fattittu, casu marzu, hasu muhidu, casu fattu, formaggio marcio                                                                              | Fromages                                                                                              |
| 32  | formaggio affumicato: casu mustiu | Fromages                                                                                              |
| 33  | casu friscu, formaggio fresco | Fromages                                                                                              |
| 34  | dolcesardo arborea | Fromages                                                                                              |
| 35  | formaggio di colostro ovino | Fromages                                                                                              |
| 36  | fresa, fresa de attunzu | Fromages                                                                                              |
| 37  | pecorino di nule | Fromages                                                                                              |
| 38  | pecorino di osilo | Fromages                                                                                              |
| 39  | Peretta o Sa Peritta (provoletta di latte vaccino sardo) | Fromages                                                                                              |
| 40  | semicotto di capra | Fromages                                                                                              |
| 41  | trizza | Fromages                                                                                              |
| 42  | burro, Borrinu | Matières grasses (beurre, margarine, huiles)                                                          |
| 43  | olio di lentischio, ollu de stincini | Matières grasses (beurre, margarine, huiles)                                                          |
| 44  | olio di oliva o di sansa,ozzu almanu | Matières grasses (beurre, margarine, huiles)                                                          |
| 45  | olio di semi, ozzu de semene | Matières grasses (beurre, margarine, huiles)                                                          |
| 46  | olio extravergine di oliva, ozzu 'e olia | Matières grasses (beurre, margarine, huiles)                                                          |
| 47  | olio del foraggio, ozzu casu | Matières grasses (beurre, margarine, huiles)                                                          |
| 48  | olio di maiale o strutto, ozzu polchinu o ozzu seu | Matières grasses (beurre, margarine, huiles)                                                          |
| 49  | agrumi, arancio di Muravera | Produits végétaux à l'état naturel ou transformés                                                     |
| 50  | asparago selvatico, ispàrau, sparàu, ipàramu | Produits végétaux à l'état naturel ou transformés                                                     |
| 51  | aglio, azzu | Produits végétaux à l'état naturel ou transformés                                                     |
| 52  | capperi e capperoni di selargius, tappara, tapparono | Produits végétaux à l'état naturel ou transformés                                                     |
| 53  | carciofo spinoso, iscalzoffa | Produits végétaux à l'état naturel ou transformés                                                     |
| 54  | cardi selvatici sott'olio, gureu aresti cunfittau, cardu gureu, cardu freu                                                                                                   | Produits végétaux à l'état naturel ou transformés                                                     |
| 55  | ciliegia furistera - kariasa 'e ispiritu | Produits végétaux à l'état naturel ou transformés                                                     |
| 56  | ciliegio - carrufale | Produits végétaux à l'état naturel ou transformés                                                     |
| 57  | cipolla,chibudda | Produits végétaux à l'état naturel ou transformés                                                     |
| 58  | cipolla rossa,chibudda ruja | Produits végétaux à l'état naturel ou transformés                                                     |
| 59  | corbezzolo,mela alidone | Produits végétaux à l'état naturel ou transformés                                                     |
| 60  | finocchietto selvatico, fenujeddu | Produits végétaux à l'état naturel ou transformés                                                     |
| 61  | grano cotto | Produits végétaux à l'état naturel ou transformés                                                     |
| 62  | grano duro varietà senatore cappelli, trigu cappelli, su senadori, grano cappelli                                                                                            | Produits végétaux à l'état naturel ou transformés                                                     |
| 63  | mandorle cultivar: cossu - olla - arrubbia - schina de porcu | Produits végétaux à l'état naturel ou transformés                                                     |
| 64  | mela appicadorza - baccalana - baccalarisca - mela 'e ferru | Produits végétaux à l'état naturel ou transformés                                                     |
| 65  | melo - melappia - melappiu - appio | Produits végétaux à l'état naturel ou transformés                                                     |
| 66  | melo miali | Produits végétaux à l'état naturel ou transformés                                                     |
| 67  | melo - noi unci | Produits végétaux à l'état naturel ou transformés                                                     |
| 68  | melo trempa orrubia | Produits végétaux à l'état naturel ou transformés                                                     |
| 69  | melone in asciutto, meloni de jerru | Produits végétaux à l'état naturel ou transformés                                                     |
| 70  | olive a scabecciu, olia | Produits végétaux à l'état naturel ou transformés                                                     |
| 71  | olive verdi in salamoia,olia cundida | Produits végétaux à l'état naturel ou transformés                                                     |
| 72  | pera bianca di Bonarcado - pira bianca | Produits végétaux à l'état naturel ou transformés                                                     |
| 73  | pera camusina di bonarcado - camusina precoce - pira camusina | Produits végétaux à l'état naturel ou transformés                                                     |
| 74  | pero brutta e bona, brutta bona - bugiarda | Produits végétaux à l'état naturel ou transformés                                                     |
| 75  | pero de su duca, cento doppie - del duca | Produits végétaux à l'état naturel ou transformés                                                     |
| 76  | pianta del mirto, mulsta, multa, murta, murtin, murtizzu, muta, murtauccia, murtaurci, murtaucci                                                                             | Produits végétaux à l'état naturel ou transformés                                                     |
| 77  | pira limoi, pera limone | Produits végétaux à l'état naturel ou transformés                                                     |
| 78  | piru ruspu - pero | Produits végétaux à l'état naturel ou transformés                                                     |
| 79  | pompia | Produits végétaux à l'état naturel ou transformés                                                     |
| 80  | prezzemolo, perdusemini, pedrusimula | Produits végétaux à l'état naturel ou transformés                                                     |
| 81  | timo o timo cedrato, almidda, armidda | Produits végétaux à l'état naturel ou transformés                                                     |
| 82  | alloro, laru | Produits végétaux à l'état naturel ou transformés                                                     |
| 83  | sedano, appiu | Produits végétaux à l'état naturel ou transformés                                                     |
| 84  | peperone, piberone | Produits végétaux à l'état naturel ou transformés                                                     |
| 85  | peperoncino | Produits végétaux à l'état naturel ou transformés                                                     |
| 86  | zucchina, colcorijedda | Produits végétaux à l'état naturel ou transformés                                                     |
| 87  | zucca, colcorija | Produits végétaux à l'état naturel ou transformés                                                     |
| 88  | ravanello lungo, arreiga e sestu, arreiga | Produits végétaux à l'état naturel ou transformés                                                     |
| 89  | riso prodotto e lavorato in Sardegna | Produits végétaux à l'état naturel ou transformés                                                     |
| 90  | tamatiga de appasibis, pomino, tamatiga de appiccai | Produits végétaux à l'état naturel ou transformés                                                     |
| 91  | bottarga di muggine, bottariga di muggine | Préparations de poissons, mollusques, crustacés, et techniques particulières d'élevage de ces espèces |
| 92  | belu, trippa di tonno | Préparations de poissons, mollusques, crustacés, et techniques particulières d'élevage de ces espèces |
| 93  | bottarga di tonno, bottariga di tonno, buttariga de tonnu, buttarga de tonnu, buttarla de scampirru                                                                          | Préparations de poissons, mollusques, crustacés, et techniques particulières d'élevage de ces espèces |
| 94  | burrida alla casteddaia, burrida alla cagliaritana | Préparations de poissons, mollusques, crustacés, et techniques particulières d'élevage de ces espèces |
| 95  | cuore, cuore di tonno | Préparations de poissons, mollusques, crustacés, et techniques particulières d'élevage de ces espèces |
| 96  | figatello | Préparations de poissons, mollusques, crustacés, et techniques particulières d'élevage de ces espèces |
| 97  | merca di muggine | Préparations de poissons, mollusques, crustacés, et techniques particulières d'élevage de ces espèces |
| 98  | molluschi bivalvi vivi del golfo di oristano | Préparations de poissons, mollusques, crustacés, et techniques particulières d'élevage de ces espèces |
| 99  | musciame di tonno - filetto di tonno | Préparations de poissons, mollusques, crustacés, et techniques particulières d'élevage de ces espèces |
| 100 | spinella | Préparations de poissons, mollusques, crustacés, et techniques particulières d'élevage de ces espèces |
| 101 | tonno affumicato | Préparations de poissons, mollusques, crustacés, et techniques particulières d'élevage de ces espèces |
| 102 | tonno sott'olio | Préparations de poissons, mollusques, crustacés, et techniques particulières d'élevage de ces espèces |
| 103 | tunninia | Préparations de poissons, mollusques, crustacés, et techniques particulières d'élevage de ces espèces |
| 104 | caglio di capretto, caggiu de crabittu | Produits d'origine animale (miel, produits laitiers, à l'exclusion du beurre)                         |
| 105 | joddu, gioddu, miciuratu, mezzoraddu, latte ischidu | Produits d'origine animale (miel, produits laitiers, à l'exclusion du beurre)                         |
| 106 | colostra | Produits d'origine animale (miel, produits laitiers, à l'exclusion du beurre)                         |
| 107 | latte di capra alimentare, latti de craba, latti e'craba | Produits d'origine animale (miel, produits laitiers, à l'exclusion du beurre)                         |
| 108 | lumache | Produits d'origine animale (miel, produits laitiers, à l'exclusion du beurre)                         |
| 109 | miele di asfodelo, cadilloni | Produits d'origine animale (miel, produits laitiers, à l'exclusion du beurre)                         |
| 110 | miele di cardo, cardu pintu | Produits d'origine animale (miel, produits laitiers, à l'exclusion du beurre)                         |
| 111 | miele di castagno | Produits d'origine animale (miel, produits laitiers, à l'exclusion du beurre)                         |
| 112 | miele di corbezzolo, melalidone olione | Produits d'origine animale (miel, produits laitiers, à l'exclusion du beurre)                         |
| 113 | miele di eucalipto | Produits d'origine animale (miel, produits laitiers, à l'exclusion du beurre)                         |
| 114 | miele di rosmarino | Produits d'origine animale (miel, produits laitiers, à l'exclusion du beurre)                         |
| 115 | ricotta di colostro ovino | Produits d'origine animale (miel, produits laitiers, à l'exclusion du beurre)                         |
| 116 | ricotta di pecora o di capra lavorata - arrescottu spongiau | Produits d'origine animale (miel, produits laitiers, à l'exclusion du beurre)                         |
| 117 | ricotta fresca ovina, ricotta gentile | Produits d'origine animale (miel, produits laitiers, à l'exclusion du beurre)                         |
| 118 | ricotta moliterna, ricottone | Produits d'origine animale (miel, produits laitiers, à l'exclusion du beurre)                         |
| 119 | ricotta mustia | Produits d'origine animale (miel, produits laitiers, à l'exclusion du beurre)                         |
| 120 | ricotta testa di morto, ricotta greca, testa di moro, ricottone | Produits d'origine animale (miel, produits laitiers, à l'exclusion du beurre)                         |
| 121 | ricotta toscanella, ricottone | Produits d'origine animale (miel, produits laitiers, à l'exclusion du beurre)                         |
| 122 | amaretto, amarettos de mendula | Pâtes fraîches et produits de boulangerie, biscuiterie, pâtisserie et confiserie                      |
| 123 | anicini, anicinus, anicinus sorresus | Pâtes fraîches et produits de boulangerie, biscuiterie, pâtisserie et confiserie                      |
| 124 | aranzada | Pâtes fraîches et produits de boulangerie, biscuiterie, pâtisserie et confiserie                      |
| 125 | bianchittos, bianchini, marigosos, suspiros de Ottieri, bianchinus, biancheddus                                                                                              | Pâtes fraîches et produits de boulangerie, biscuiterie, pâtisserie et confiserie                      |
| 126 | biscotto di Fonni | Pâtes fraîches et produits de boulangerie, biscuiterie, pâtisserie et confiserie                      |
| 127 | brugnolusu de arrescottu, brugnoli di ricotta, orrobioloso | Pâtes fraîches et produits de boulangerie, biscuiterie, pâtisserie et confiserie                      |
| 128 | bucconettes | Pâtes fraîches et produits de boulangerie, biscuiterie, pâtisserie et confiserie                      |
| 129 | candelaus, candelaus prenu | Pâtes fraîches et produits de boulangerie, biscuiterie, pâtisserie et confiserie                      |
| 130 | caombasa, colombelle | Pâtes fraîches et produits de boulangerie, biscuiterie, pâtisserie et confiserie                      |
| 131 | carapigna - karapigna - astròre | Pâtes fraîches et produits de boulangerie, biscuiterie, pâtisserie et confiserie                      |
| 132 | caschettas - tiliccas | Pâtes fraîches et produits de boulangerie, biscuiterie, pâtisserie et confiserie                      |
| 133 | civraxiu, civràxu, civàrxu | Pâtes fraîches et produits de boulangerie, biscuiterie, pâtisserie et confiserie                      |
| 134 | coccoi a pitzus - su scetti - pasta dura - coccoi de is sposus | Pâtes fraîches et produits de boulangerie, biscuiterie, pâtisserie et confiserie                      |
| 135 | coccoietto con l'uovo, anguglia, coccoi de pasca, coccoi de ou | Pâtes fraîches et produits de boulangerie, biscuiterie, pâtisserie et confiserie                      |
| 136 | copuletas - copuletta | Pâtes fraîches et produits de boulangerie, biscuiterie, pâtisserie et confiserie                      |
| 137 | crogoristasa, creste di gallo e di gallina | Pâtes fraîches et produits de boulangerie, biscuiterie, pâtisserie et confiserie                      |
| 138 | cruxioneddu de mindua, culungioneddos de mendula, ravioletti dolci alle mandorle                                                                                             | Pâtes fraîches et produits de boulangerie, biscuiterie, pâtisserie et confiserie                      |
| 139 | Culurjonis - culingionis | Pâtes fraîches et produits de boulangerie, biscuiterie, pâtisserie et confiserie                      |
| 140 | filindeu | Pâtes fraîches et produits de boulangerie, biscuiterie, pâtisserie et confiserie                      |
| 141 | focaccia, cozzila | Pâtes fraîches et produits de boulangerie, biscuiterie, pâtisserie et confiserie                      |
| 142 | focaccia di ciccioli, cozzila de elda | Pâtes fraîches et produits de boulangerie, biscuiterie, pâtisserie et confiserie                      |
| 143 | focaccia di patate, cozzila de fumu terra | Pâtes fraîches et produits de boulangerie, biscuiterie, pâtisserie et confiserie                      |
| 144 | focaccia di formaggio, cozzila et casu (solo formaggio vacino o casu acchinu)                                                                                                | Pâtes fraîches et produits de boulangerie, biscuiterie, pâtisserie et confiserie                      |
| 145 | focacce di ricotta - cozzulas de regottu - pane e regottu | Pâtes fraîches et produits de boulangerie, biscuiterie, pâtisserie et confiserie                      |
| 146 | focaccia portoscusese | Pâtes fraîches et produits de boulangerie, biscuiterie, pâtisserie et confiserie                      |
| 147 | fregola, fregula | Pâtes fraîches et produits de boulangerie, biscuiterie, pâtisserie et confiserie                      |
| 148 | frisjoli longhi - frittelle lunghe - frisjolas | Pâtes fraîches et produits de boulangerie, biscuiterie, pâtisserie et confiserie                      |
| 149 | gallettinas - pistoccheddus grussus - gallettine | Pâtes fraîches et produits de boulangerie, biscuiterie, pâtisserie et confiserie                      |
| 150 | gâteau gattò de mendula | Pâtes fraîches et produits de boulangerie, biscuiterie, pâtisserie et confiserie                      |
| 151 | gnocchetti, maccarones, cravoas, cigiones, cigioni | Pâtes fraîches et produits de boulangerie, biscuiterie, pâtisserie et confiserie                      |
| 152 | gueffus, guelfos, guelfus | Pâtes fraîches et produits de boulangerie, biscuiterie, pâtisserie et confiserie                      |
| 153 | is angules | Pâtes fraîches et produits de boulangerie, biscuiterie, pâtisserie et confiserie                      |
| 154 | is coccoisi de casu | Pâtes fraîches et produits de boulangerie, biscuiterie, pâtisserie et confiserie                      |
| 155 | li chiusoni - ciusoni | Pâtes fraîches et produits de boulangerie, biscuiterie, pâtisserie et confiserie                      |
| 156 | malloreddus | Pâtes fraîches et produits de boulangerie, biscuiterie, pâtisserie et confiserie                      |
| 157 | mandagadas - mendegadas - trizzas - acciuleddhi | Pâtes fraîches et produits de boulangerie, biscuiterie, pâtisserie et confiserie                      |
| 158 | marraconis fibaus di Siddi | Pâtes fraîches et produits de boulangerie, biscuiterie, pâtisserie et confiserie                      |
| 159 | moddizzosu,moddizzolu | Pâtes fraîches et produits de boulangerie, biscuiterie, pâtisserie et confiserie                      |
| 160 | mustazzolos | Pâtes fraîches et produits de boulangerie, biscuiterie, pâtisserie et confiserie                      |
| 161 | orilletas (tipiche di Pattada) | Pâtes fraîches et produits de boulangerie, biscuiterie, pâtisserie et confiserie                      |
| 162 | panada - empanada | Pâtes fraîches et produits de boulangerie, biscuiterie, pâtisserie et confiserie                      |
| 163 | pane ammodigadu, pane tundu, tintura | Pâtes fraîches et produits de boulangerie, biscuiterie, pâtisserie et confiserie                      |
| 164 | pane carasau, pane carasatu, carta da musica | Pâtes fraîches et produits de boulangerie, biscuiterie, pâtisserie et confiserie                      |
| 165 | pane cicci, pane di desulo | Pâtes fraîches et produits de boulangerie, biscuiterie, pâtisserie et confiserie                      |
| 166 | pane con gerda - pani cun edra - pani cun erda | Pâtes fraîches et produits de boulangerie, biscuiterie, pâtisserie et confiserie                      |
| 167 | pane con il pomodoro - pani cun tamatica - fogazza cun tamatica | Pâtes fraîches et produits de boulangerie, biscuiterie, pâtisserie et confiserie                      |
| 168 | pane d'orzo - pane 'e oxiu - pane 'e oxru | Pâtes fraîches et produits de boulangerie, biscuiterie, pâtisserie et confiserie                      |
| 169 | pane 'e cariga - pane 'e mendula | Pâtes fraîches et produits de boulangerie, biscuiterie, pâtisserie et confiserie                      |
| 170 | pane 'e poddine | Pâtes fraîches et produits de boulangerie, biscuiterie, pâtisserie et confiserie                      |
| 171 | pane 'e fresa | Pâtes fraîches et produits de boulangerie, biscuiterie, pâtisserie et confiserie                      |
| 172 | pane 'e lottura | Pâtes fraîches et produits de boulangerie, biscuiterie, pâtisserie et confiserie                      |
| 173 | pane 'e covatza | Pâtes fraîches et produits de boulangerie, biscuiterie, pâtisserie et confiserie                      |
| 174 | pane guttiaiu | Pâtes fraîches et produits de boulangerie, biscuiterie, pâtisserie et confiserie                      |
| 175 | pani e saba, pani e sapa | Pâtes fraîches et produits de boulangerie, biscuiterie, pâtisserie et confiserie                      |
| 176 | papassinos, pabassinos | Pâtes fraîches et produits de boulangerie, biscuiterie, pâtisserie et confiserie                      |
| 177 | pardulas, casadinas | |
| 178 | pastine di mandorle, pastissus | Pâtes fraîches et produits de boulangerie, biscuiterie, pâtisserie et confiserie                      |
| 179 | pirikitos - piricchittos | Pâtes fraîches et produits de boulangerie, biscuiterie, pâtisserie et confiserie                      |
| 180 | pistiddu | Pâtes fraîches et produits de boulangerie, biscuiterie, pâtisserie et confiserie                      |
| 181 | pistoccheddus de cappa, pistoccus incappausu | Pâtes fraîches et produits de boulangerie, biscuiterie, pâtisserie et confiserie                      |
| 182 | pistoccu | Pâtes fraîches et produits de boulangerie, biscuiterie, pâtisserie et confiserie                      |
| 183 | pompìa intréa | Pâtes fraîches et produits de boulangerie, biscuiterie, pâtisserie et confiserie                      |
| 184 | ravioli dolci - puligioni - bruglioni - pulicioni - buldzoni | Pâtes fraîches et produits de boulangerie, biscuiterie, pâtisserie et confiserie                      |
| 185 | ravioli dolci ripieni di formaggio fresco acido - s'azza de casu - coccias de casu                                                                                           | Pâtes fraîches et produits de boulangerie, biscuiterie, pâtisserie et confiserie                      |
| 186 | raviolini dolci ripieni di melacotogna - culungioneddus de melairanni | Pâtes fraîches et produits de boulangerie, biscuiterie, pâtisserie et confiserie                      |
| 187 | sebadas, seadas, sebada | Pâtes fraîches et produits de boulangerie, biscuiterie, pâtisserie et confiserie                      |
| 188 | sos pinos | Pâtes fraîches et produits de boulangerie, biscuiterie, pâtisserie et confiserie                      |
| 189 | sospiri di ozieri | Pâtes fraîches et produits de boulangerie, biscuiterie, pâtisserie et confiserie                      |
| 190 | spianada - spianata - cozzula - panedda - poddine | Pâtes fraîches et produits de boulangerie, biscuiterie, pâtisserie et confiserie                      |
| 191 | Tallutzas di Siddi | Pâtes fraîches et produits de boulangerie, biscuiterie, pâtisserie et confiserie                      |
| 192 | tericcas, o tiriccas (fatti con sapa= mosto cotto) | Pâtes fraîches et produits de boulangerie, biscuiterie, pâtisserie et confiserie                      |
| 193 | torrone di mandorle, turrone | Pâtes fraîches et produits de boulangerie, biscuiterie, pâtisserie et confiserie                      |
| 194 | tunda | Pâtes fraîches et produits de boulangerie, biscuiterie, pâtisserie et confiserie                      |
| 195 | uciatìni - utzatini - coccu ’e jelda - cozzula ’e belda | Pâtes fraîches et produits de boulangerie, biscuiterie, pâtisserie et confiserie                      |
| 196 | zichi | Pâtes fraîches et produits de boulangerie, biscuiterie, pâtisserie et confiserie                      |